# Eurymastinocerus columbianus
Eurymastinocerus columbianus är en skalbaggsart som först beskrevs av Wittmer 1963.  Eurymastinocerus columbianus ingår i släktet Eurymastinocerus och familjen Phengodidae. Inga underarter finns listade i Catalogue of Life.